# Planicapitus
Planicapitus is een geslacht van wantsen uit de familie van de Miridae (blindwantsen). Het geslacht werd in 2020 beschreven door Taszakowski, Jung-Gon Kim en Aleksander Herczek.

## Soorten
Het genus is monotypisch en bevat alleen de volgende soort:

- Planicapitus luteus Taszakowski, Kim & Herczek, 2020